# Lord luogotenente dell'Hertfordshire
La carica di lord luogotenente dell'Hertfordshire è un ufficio di luogotenenza tradizionale dell'Inghilterra.

## Lord luogotenenti dell'Hertfordshire
- Sir Ralph Sadleir 1570–?
- Henry Carey, I barone Hunsdon 1583–1585
- Robert Dudley, I conte di Leicester 3 luglio 1585 – 4 settembre 1588
- William Cecil, I barone Burghley 31 dicembre 1588 – 4 agosto 1598
- vacante
- Robert Cecil, I conte di Salisbury 5 agosto 1605 – 24 maggio 1612
- William Cecil, II conte di Salisbury 10 luglio 1612 – 1642 con
- Charles Cecil, visconte Cranborne 31 marzo 1640 – 1642
- Interregno
- Arthur Capell, I conte di Essex 26 luglio 1660 – 1681
- John Egerton, II conte di Bridgewater 10 febbraio 1681 – 26 ottobre 1686
- Laurence Hyde, I conte di Rochester 18 novembre 1686 – 1688
- Charles Talbot, I duca di Shrewsbury 4 aprile 1689 – 1691
- Algernon Capell, II conte di Essex 3 febbraio 1692 – 10 gennaio 1710
- William Cowper, I conte Cowper 26 agosto 1710 – 1712
- James Cecil, V conte di Salisbury 26 giugno 1712 – 1714
- William Cowper, I conte Cowper 5 marzo 1715 – 1722
- William Capell, III conte di Essex 11 ottobre 1722 – 8 gennaio 1743
- vacante
- William Clavering-Cowper, II conte Cowper 8 marzo 1744 – 18 settembre 1764
- William Capell, IV conte di Essex 12 novembre 1764 – 1771
- James Cecil, I marchese di Salisbury 13 marzo 1771 – 13 giugno 1823
- James Grimston, I conte di Verulam 5 luglio 1823 – 17 novembre 1845
- James Grimston, II conte di Verulam 17 gennaio 1846 – 1892
- Edward Villiers, V conte di Clarendon 23 agosto 1892 – 2 ottobre 1914
- Thomas Brand, III visconte Hampden 9 febbraio 1915 – 1952
- Sir David Bowes-Lyon 1º luglio 1952 – 13 settembre 1961
- Sir George Burns 8 dicembre 1961 – 12 febbraio 1986
- Sir Simon Bowes-Lyon 12 febbraio 1986 – 27 luglio 2007[1]
- Dione Grimston, contessa di Verulam 27 luglio 2007 – oggi[2]